# 弘前市立城西小学校
弘前市立城西小学校（ひろさきしりつ じょうせいしょうがっこう）は青森県弘前市新町にある公立小学校。

## 沿革
- 1883年（明治16年）10月1日 - 博習小学（鷹匠町）と自彊小学（袋町）が統合し、五十石町に城西小学発足。
- 1886年（明治19年）8月1日 - 城西尋常小学校と改称。
- 1896年（明治27年）6月 - 校舎新築。
- 1941年（昭和16年）4月1日 - 国民学校令により、城西国民学校と改称。
- 1947年（昭和22年）4月1日 - 学制改革により、弘前市立城西小学校と改称。
- 1948年（昭和23年）9月 - 盲ろう学級設置。
- 1950年（昭和25年）5月 - 盲ろう学級が独立、県に移管し、県立弘前盲ろう学校となる。
- 1956年（昭和31年）9月 - 旧駒越村の一部河東地区（河原町・樋の口町）が弘前市に編入されたため、該当地区が、本校の学区に編入。
- 1958年（昭和33年）8月 - 岩木川大出水により、本校が、罹災避難場になる。
- 1961年（昭和36年）4月 - 従来の自由学区（藤代字萢中・字岩井及び和田地区）が、本校の通学区に編入。
- 1967年（昭和42年）3月 - 新町236番地の旧第二中学校校舎に移転。
- 1971年（昭和46年）3月 - 校舎増築落成記念式挙行。
- 1972年（昭和47年）4月 - 弘前市立西小学校開設に伴い、城西地区を学区から分離。
- 1973年（昭和48年）10月 - 創立90周年記念式典挙行。
- 1991年（平成3年） - 校舎改築開始。
- 1993年（平成5年）6月 - 新校舎竣工[1]。
- 2010年（平成22年） - 耐震補強実施[2]。
- 2015年（平成27年） - 防災機能強化[2]。
- 2019年（令和元年） - この年と翌年、大改空調[2]。
- 2020年（令和2年） - 大改トイレ[2]。
- 2023年（令和5年）10月7日 - 創立140周年記念式典挙行[3]。
- 2027年（令和9年） - 屋根改修[2]。

## 学区
栄町全域、馬屋町、鷹匠町、新町、南袋町、駒越町、平岡町、西大工町、袋町、五十石町、紺屋町、河原町、和田町、樋の口1丁目の一部、浜の町東1丁目、浜の町西1丁目の一部、浜の町西2丁目の一部。

## 周辺
- 誓願寺
- 専求院
- 竜泉院

## アクセス
- 弘南バス「紺屋町角」バス停（青森県道31号弘前鯵ケ沢線沿い）下車後、徒歩約480m・約7分。なお、「工業高校前」バス停など、青森県道3号弘前岳鰺ケ沢線沿いのバス停からは、倍以上の距離がある。

## 出身著名人
- 三浦雄一郎 - プロスキーヤー・冒険家[3]
- 葛西稔 - 元阪神タイガース投手[4]、現阪神タイガーススカウト。